# ТЕМ2
ТЕМ2 (Тепловоз з Електричною передачею, Маневровий, 2-га серія) — радянський маневровий тепловоз з осьовою формулою 3О−3О. Спочатку планувалося перейти на виробництво маневрових тепловозів з гідравлічною передачею, тому повноцінне серійне виробництво почалося 1968. Серія уніфікована з сімейством тепловозів 2ТЕ10. З 1982 використовувалися кузови тепловозів ТЕМ2У.

## Історія

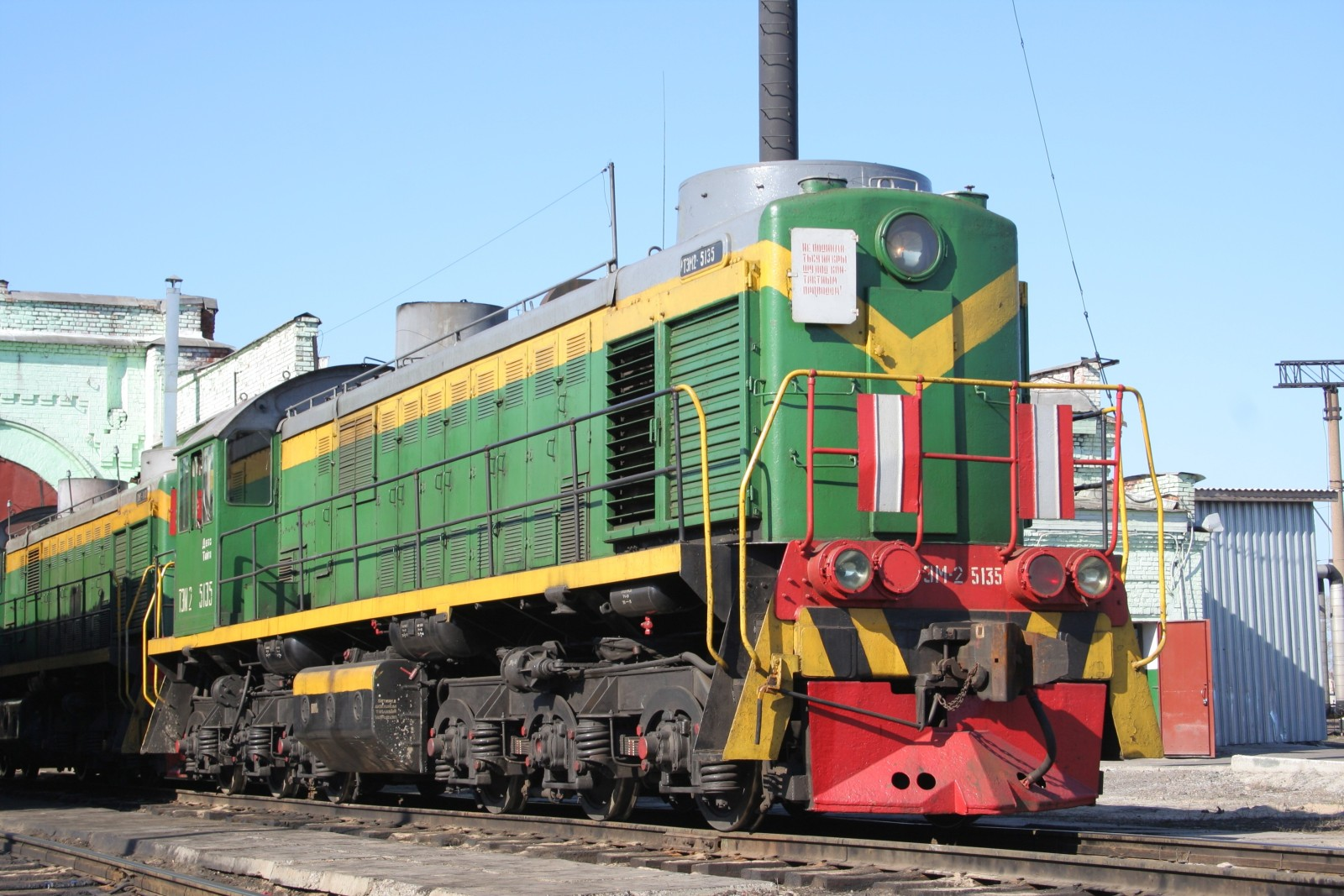
TEM2-5135

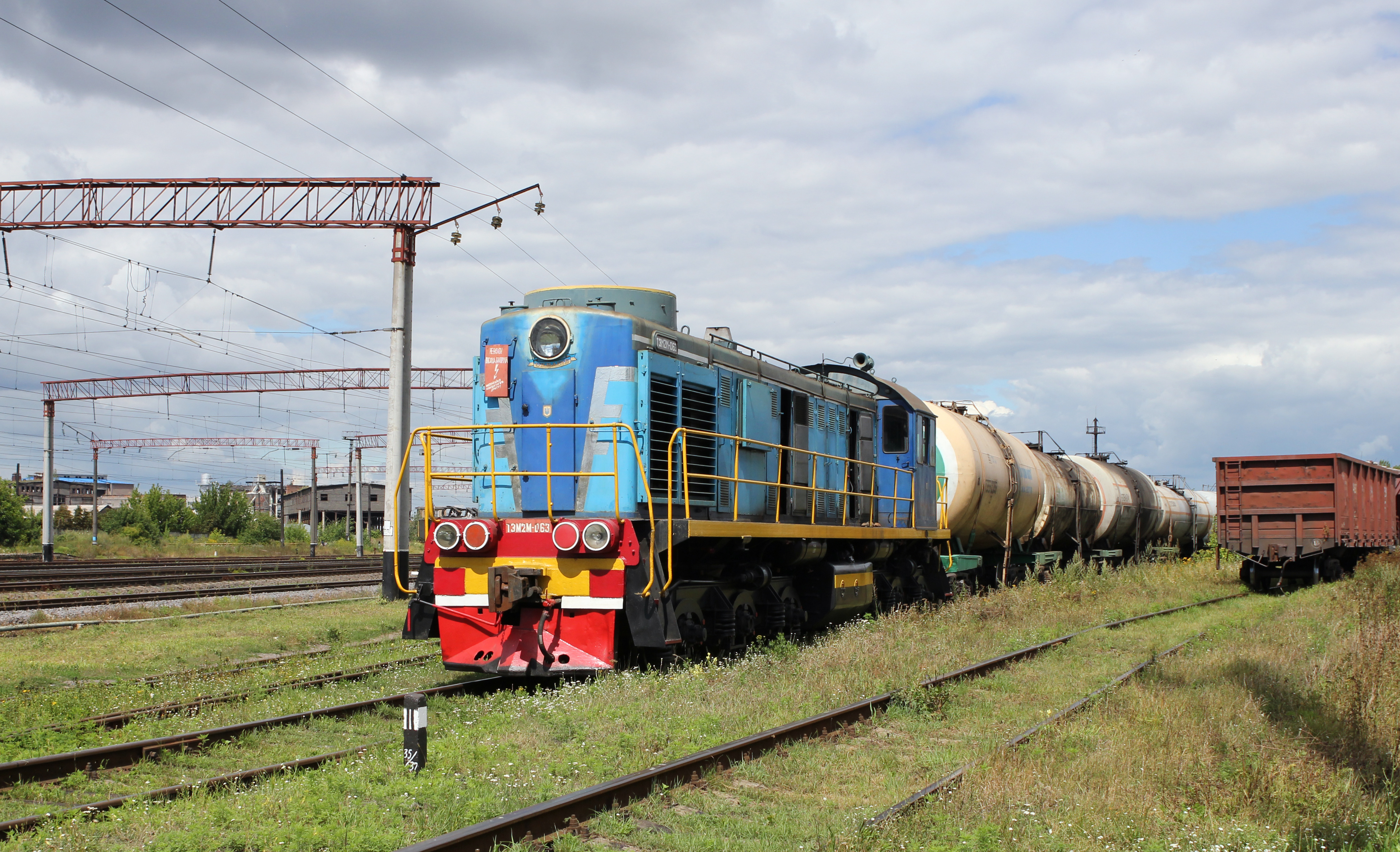
Старий маневровий тепловоз ТЕМ2М-063 на станції Вінниця.

1959 на Брянському машинобудівному заводі розробили проект посиленого тепловоза серії ТЕМ1. Для цього тепловоза Пензенський дизельний завод на базі дизельного двигуна 2Д50 розробив потужніший двигун ПД1 (Пензенський Дизель, 1-ий тип), а Харківський завод Електротяжмаш — головний генератор ГП-30.
1960 завод виготовив два, а 1961 ще один маневровий тепловоз підвищеної потужності.
Конструкція кузова ТЕМ2 трохи відрізняється від кузова ТЕМ1 перших років виробництва: бічні стінки кабіни машиніста виконані без нахилу для кращої видимості колії.
Двигун ПД1 мав однакові з 2Д50 кількість циліндрів, діаметр циліндрів (318 мм), хід поршня (330 мм), масу (16600 кг), але мав більшу швидкість обертання валу (750 проти 740 об/хв), що збільшило номінальну потужність з 1000 до 1200 к.с.
Головний генератор постійного струму ГП-300 масою 5100 кг мав незалежне збудження і самовентиляцію з вісьмома головними і вісьмома додатковими полюсами, швидкість обертання якоря 750 об/хв, номінальну потужність 780 кВт при напрузі 645/900 В і силі струму 1210/865 А.
Збуджувач МВТ-25/9 потужністю 3,6 кВт з робочою напругою 55 В і силою струму 65 А, й допоміжний генератор МВГ-25/11 потужністю 5 кВт з робочою напругою 75 В і силою струму 66 А об'єднувалися в двомашинний агрегат масою 400 кг. Цей агрегат раніше використовувався на тепловозах ТЕМ1, ТЕ1 і ТЕ2.
Компресор КТ6 для нагнітання стислого повітря до гальмівної системи раніше використовувався на тепловозах ТЕМ1.
Тягові електродвигуни ЕДТ-340В тривалою потужністю 108 кВт з робочою напругою 220 В і силою струму 590 А зі швидкістю обертання якоря 260 об/хв відрізнялися від тягових електродвигунів ЕДТ-Е40Г першої партії тепловозів ТЕ10 конструкцією моторно-осьових підшипників. Тягові електродвигуни були постійно попарно з'єднані послідовно — на відміну від тепловозів ТЕМ1 до генератора приєднувалися три паралельні ланцюги електродвигунів, подібно до тепловозів ТЕ3.
Редуктор мав передатне відношення 15:68=1:4,53.
Для приводу компресора використовувалася електромагнітна порошкова муфта, температура води і мастила двигуна автоматично регулювалися.

### Випробування
ТЕМ2-0002 1961 пройшов тягово-теплотехнічні випробування на експериментальному кільці. Випробування виявили, що при повній потужності двигун витрачає 179 г/е.к.с × год, повна потужність використовується тільки до швидкості 37 км/год, оскільки фактичне «ослаблення» поля виявилося меншим від розрахункового. Використання шістнадцятипозиційного контролера погіршило ходові якості локомотива, тому було рекомендовано перейти на восьмипозиційний контролер.

### Експлуатація
Перші тепловози використовувалися на Московській залізниці.

## Зміни конструкції
Починаючи з ТЕМ2-0004, замість тягових електродвигунів ЕДТ-340В почали встановлювати електродвигуни ЕД-104Б з номінальною потужністю 113 кВт з робочою напругою 208 В і силою струму 625 А, з максимальною швидкістю обертання якоря 2080 об/хв. Двигун відрізнявся від двигуна ЕД-104А, що встановлювалися на тепловозах ТЕ10, збільшеним з 210 до 215 мм діаметром вкладиша моторно-осьового підшипника. Одночасно збільшили передатне число редуктора, що стало однаковим з тепловозами ТЕМ1 — 17:75=1:4,41. Контролери машиніста отримали вісім позицій замість шістнадцяти.
Починаючи з ТЕМ2-0016 (з 1967) на локомотиви встановлювалися електродвигуни ЕД-107 з номінальною потужністю 112 кВт з робочою напругою 215 В і силою струму 605 А, з частотою обертання якоря в тривалому режимі 264 об/хв і максимальною частотою обертання 2290 об/хв, масою 3100 кгс.
Починаючи з ТЕМ2-0017 додано спеціальні шини для підключення силових ланцюгів при випробуваннях, плавкі запобіжники в ланцюгах управління і освітлення заміні автоматичними.
Починаючи з ТЕМ2-0028 змінено передатне число редуктора з 17:25=1:4,41 (з модулем 10) на 15:68=1:4,53 (з модулем 11), як у більшості тепловозів 2ТЕ10Л.
Починаючи з ТЕМ2-0053 встановлено розетки для переміщення тепловоза в депо з використанням стаціонарного джерела струму.
Починаючи з 1968 на тепловозах встановлювався модернізований двигун ПД-1М з витратою палива у номінальному режимі 165—173 г/е.к.с.×год, що досягалося вдосконаленням паливного насосу, газорозподілювача, турбокомпресора, поршнів та інших вузлів двигуна.
Починаючи з ТЕМ2-0250 високовольтна камера приварювалася до головної рами кузова натомість болтових з'єднань.
Починаючи з ТЕМ2-0300 додано систему автоматичного запуску двигуна.
Починаючи з ТЕМ2-0500 встановлювалася система автоматичної локомотивної сигналізації.
Починаючи з ТЕМ2-0763 ланцюги управління дозволяли працювати двом локомотивам за системою багатьох одиниць.
Починаючи з ТЕМ2-0943 з 16 до 12 зменшено кількість секцій охолодження води.
Починаючи з ТЕМ2-1145 встановлено обладнання для управління одним машиністом.

## Модифікації

### ТЕМ2А
Тепловоз ТЕМ2, ТЕМ2У з можливістю роботи на коліях шириною 1435 мм.

### ТЕМ2М
Тепловоз ТЕМ2 з двигуном 2-6Д49 (8ЧН26/26) замість ПМ-1М. Двигун об'єднувався з тяговим генератором ГП-300Б в агрегат 17ПДГ-2.
Перший дослідний локомотив випущено 1974.

### ТЕМ2У
Тепловоз ТЕМ2 зі зміненою формою капота і кабіни машиніста й низкою нових пристроїв. Покращена конструкція дизель-генератора, ресорного підвішування, можливий електричний підігрів води системи охолодження. Зчіпна маса збільшена до 123,6 т.

### ТЕМ2УС
Тепловоз ТЕМ2У з електромагнітним збільшувачем сили зчеплення з рейками. 1976 випробувано локомотив ТЕМ2-1983, один з візків якого мав електромагнітні пристрої, що збільшували силу зчеплення з рейками. 1978 збудовано дослідний локомотив ТЕМ2УС−0001, на обох візках якого електромагніти створювали притягнення бандажів коліс до голівок рейок. На початку 1950-их подібне перевірялося на паровозах серії СО і електровозах серії ВЛ23.

### ТЕМ2Т
Дослідні тепловози з електродинамічним гальмом. 1983-85 збудовано 2 локомотиви.

### ТЕМ2УМ
Тепловоз з модернізованим двигуном більшої потужності (1350 к.с., порівняно з 1200 к.с. у базової серії). 1988 збудовано 1 локомотив. Серійне виробництво скасували внаслідок проблем з освоєнням виробництва нового двигуна.
Тепловози з модернізованим дизель-генератором.

### ТЕМ2АМ
Тепловоз ТЕМ2УМ з можливістю роботи на коліях шириною 1435 мм.

### ТЕМ2УМТ
Тепловоз ТЕМ2УМ з електродинамічними гальмами.

### ТЕМ2УММ
Тепловоз ТЕМ2УМ з електродинамічними гальмами і мікропроцесорною системою.

## Галерея

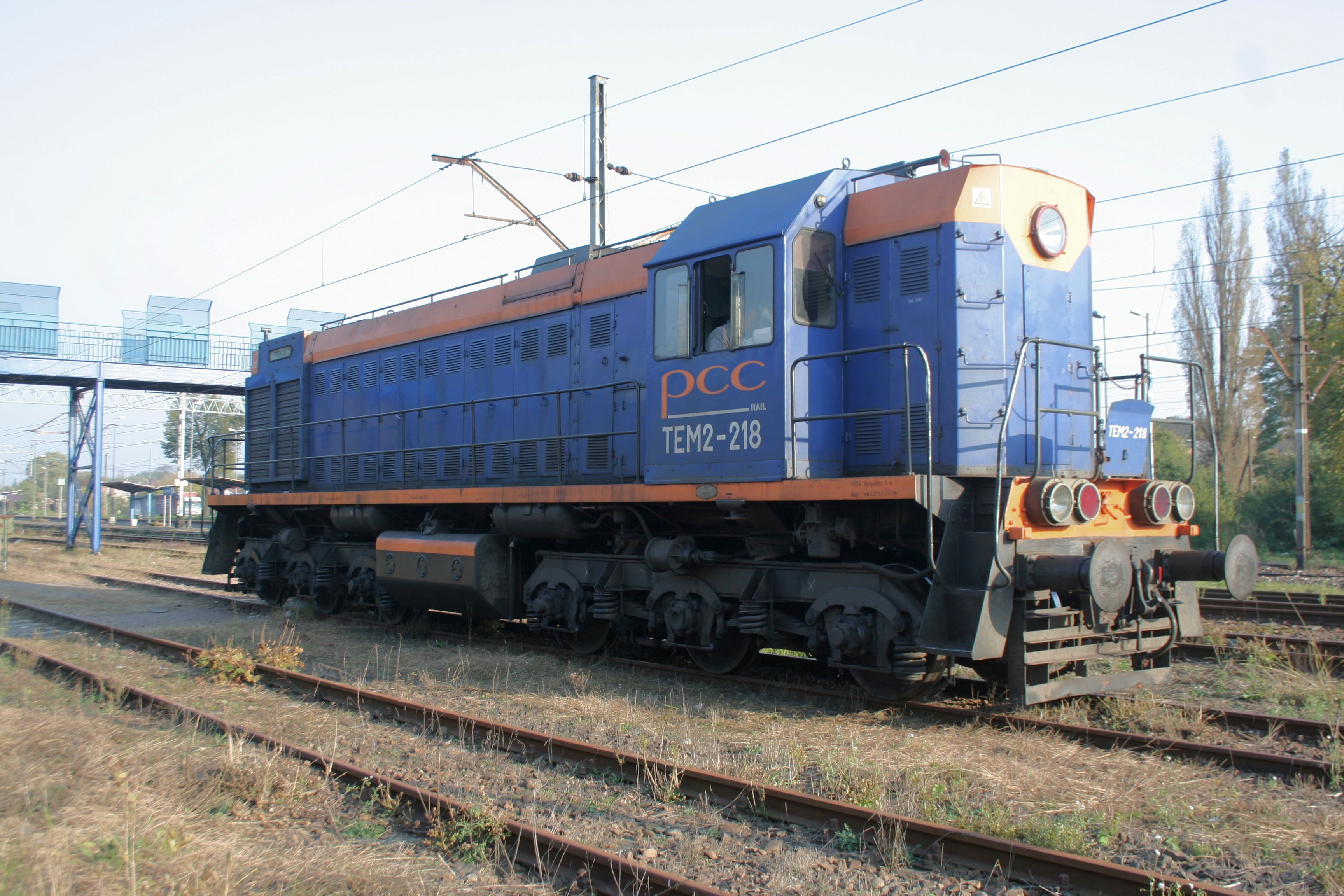
ТЕМ2-218
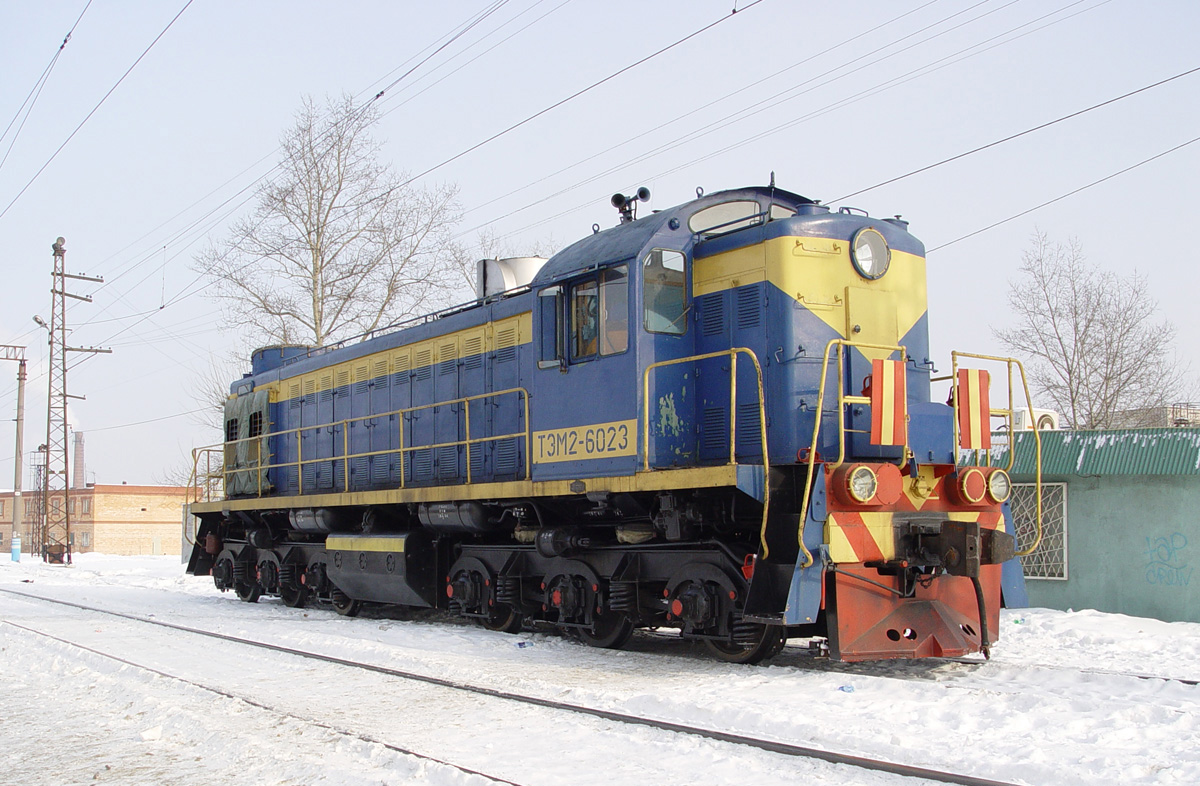
ТЕМ2-6023
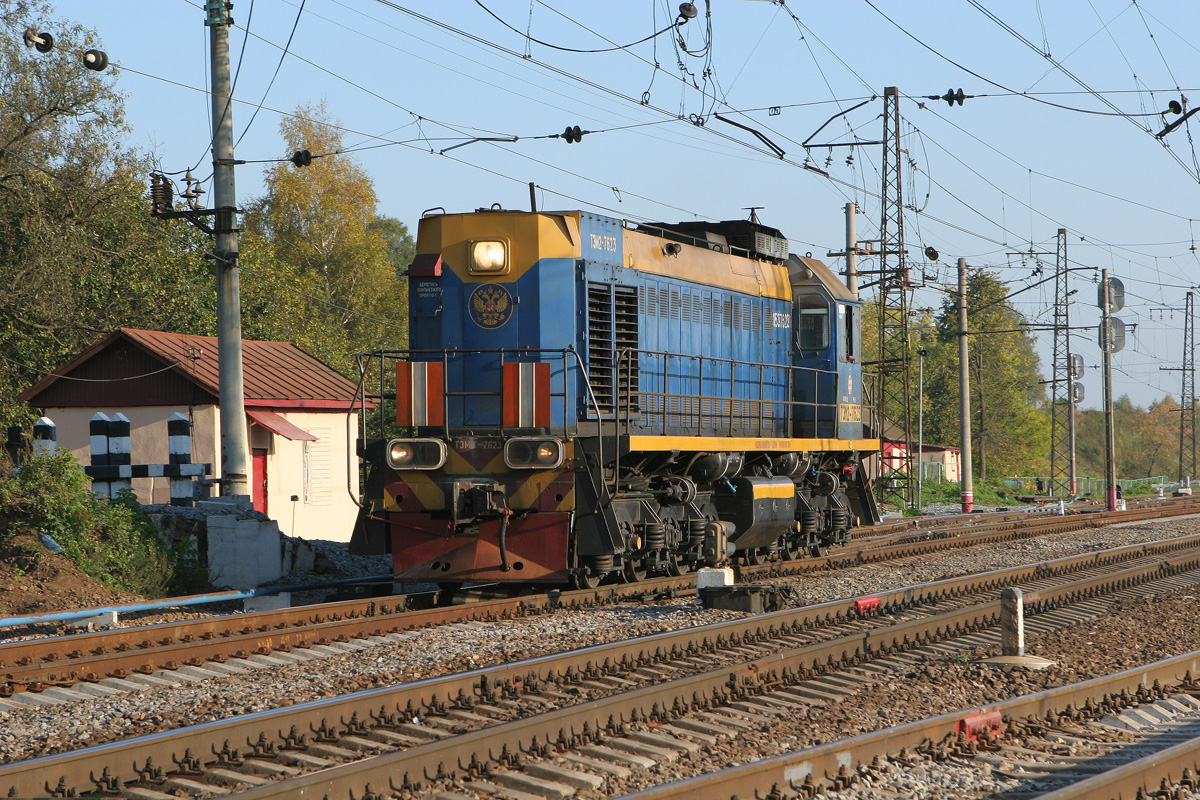
ТЕМ2-7623
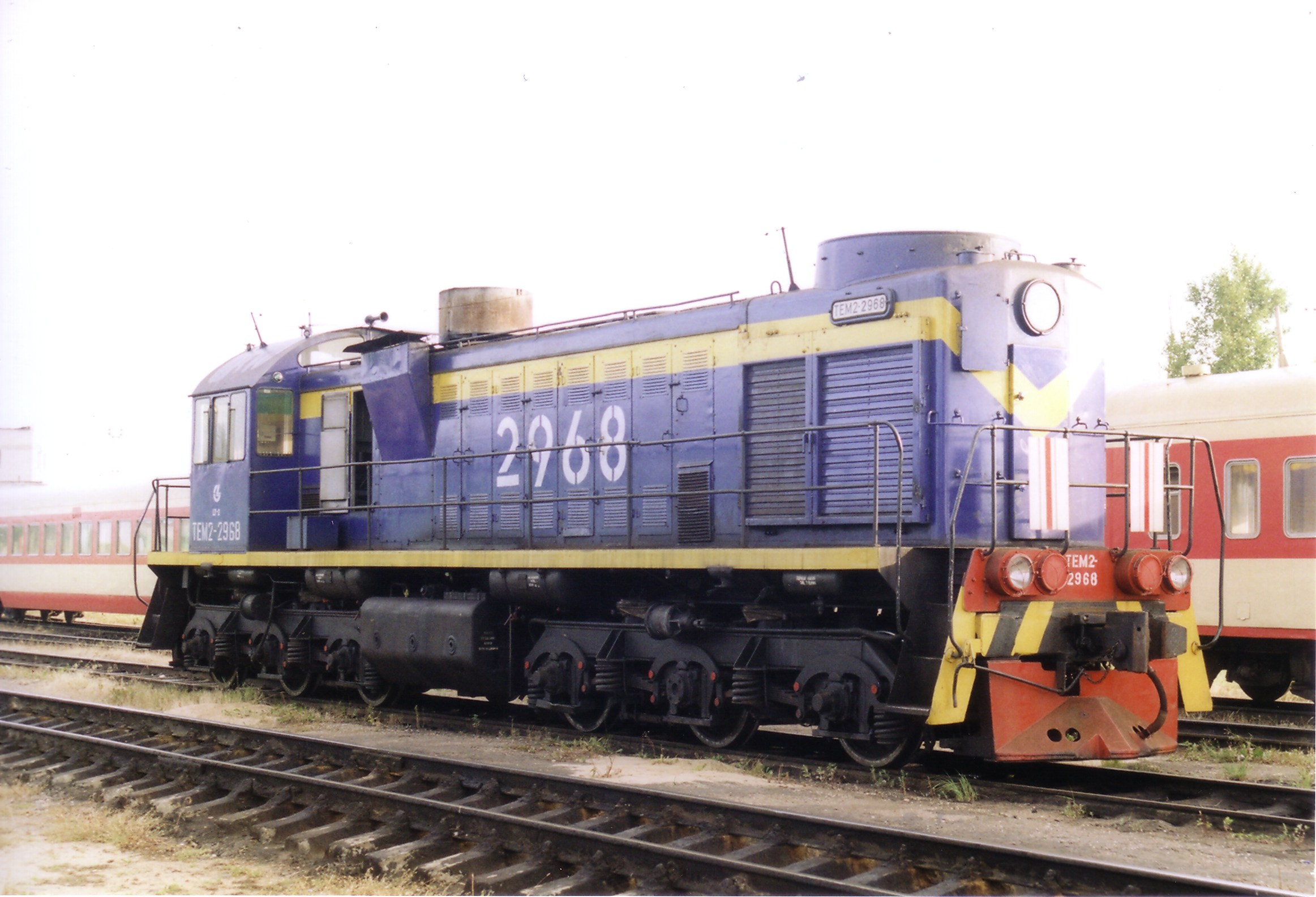
ТЕМ2-2968
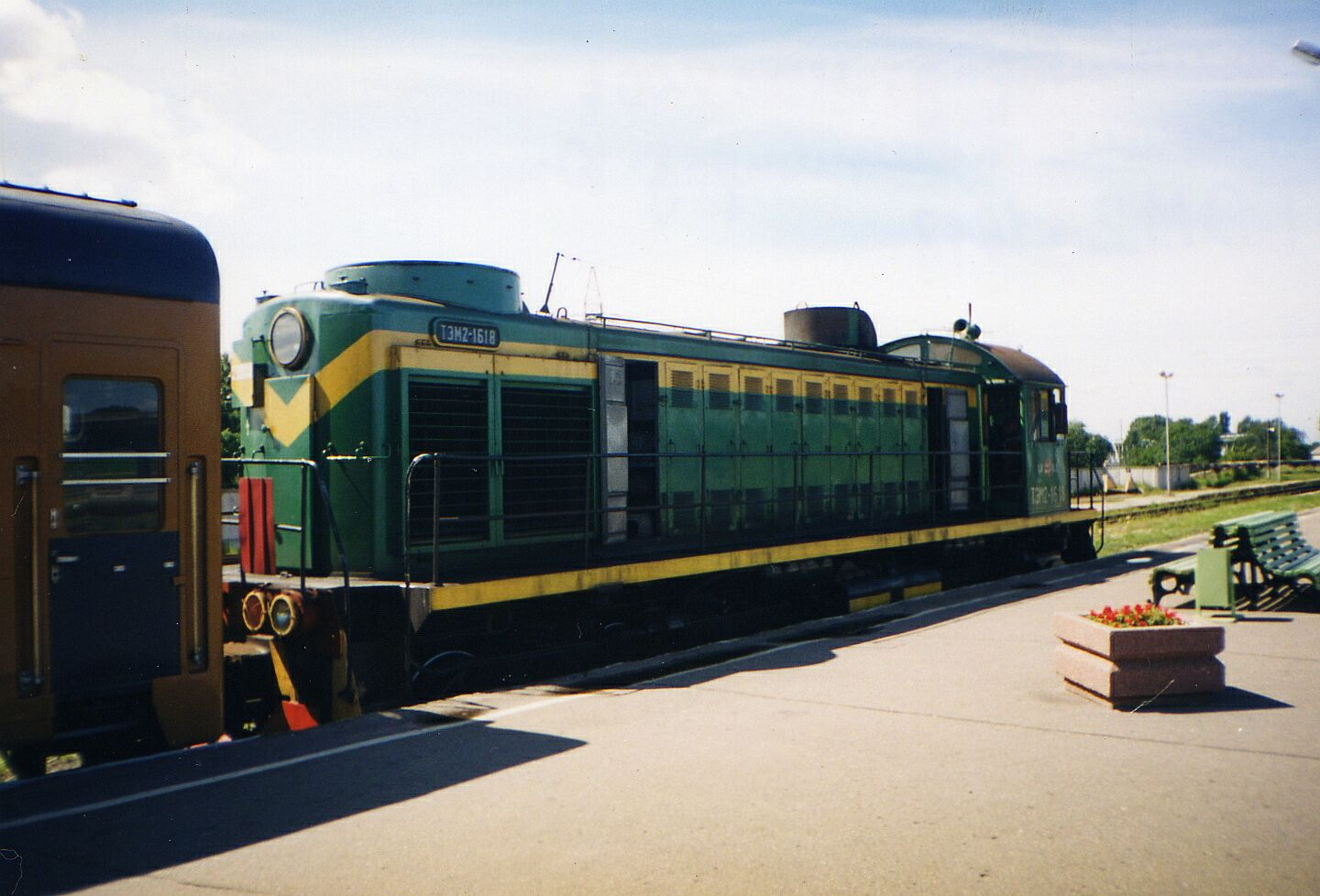
ТЕМ2-1618
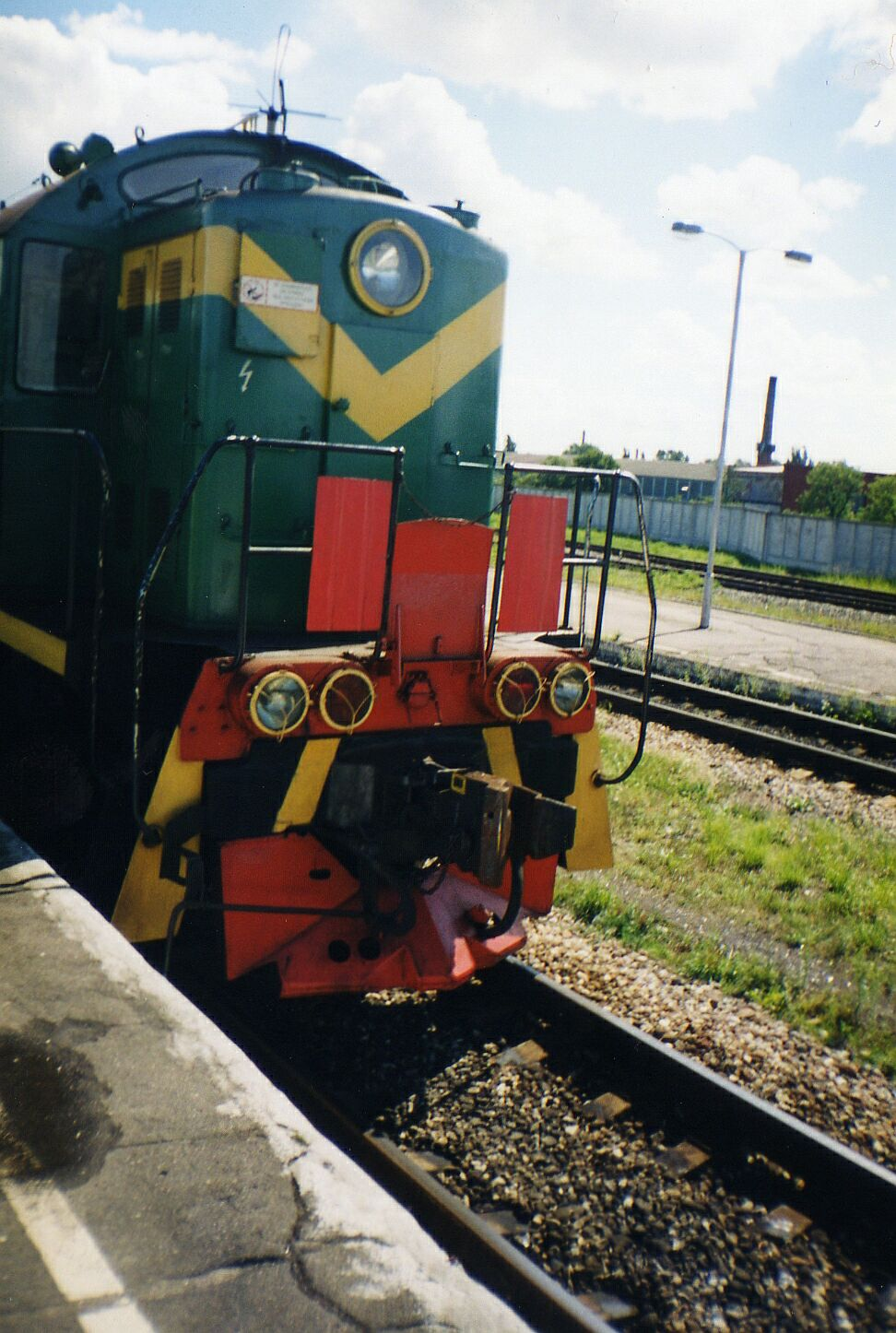
ТЕМ2-1618
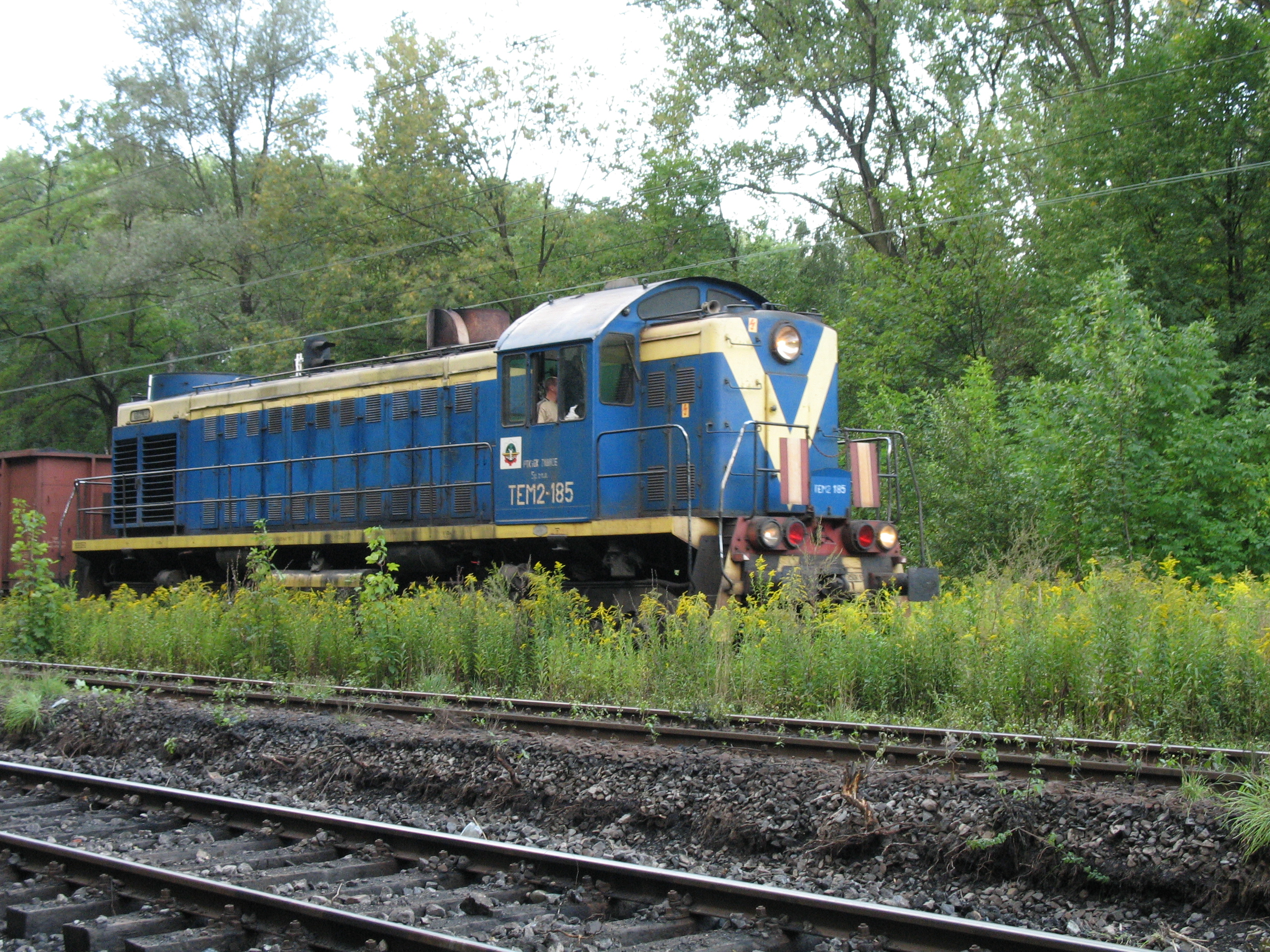
ТЕМ2-185
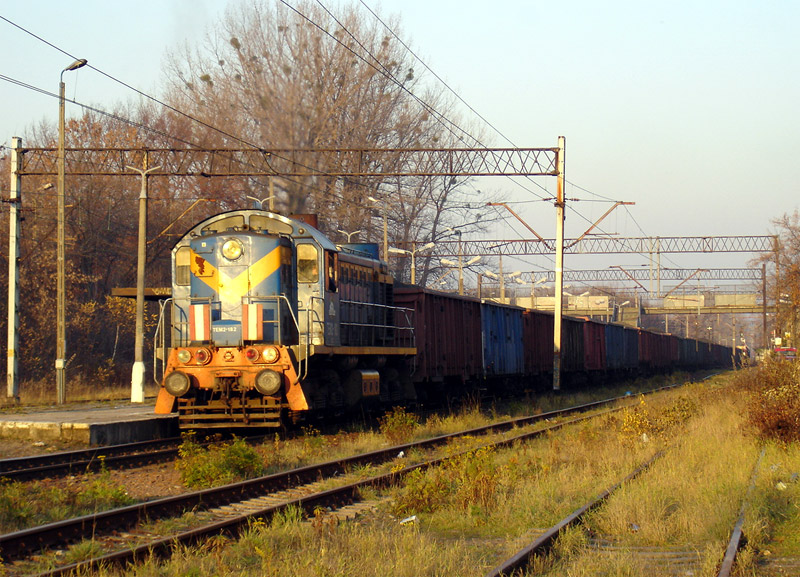
ТЕМ2-182
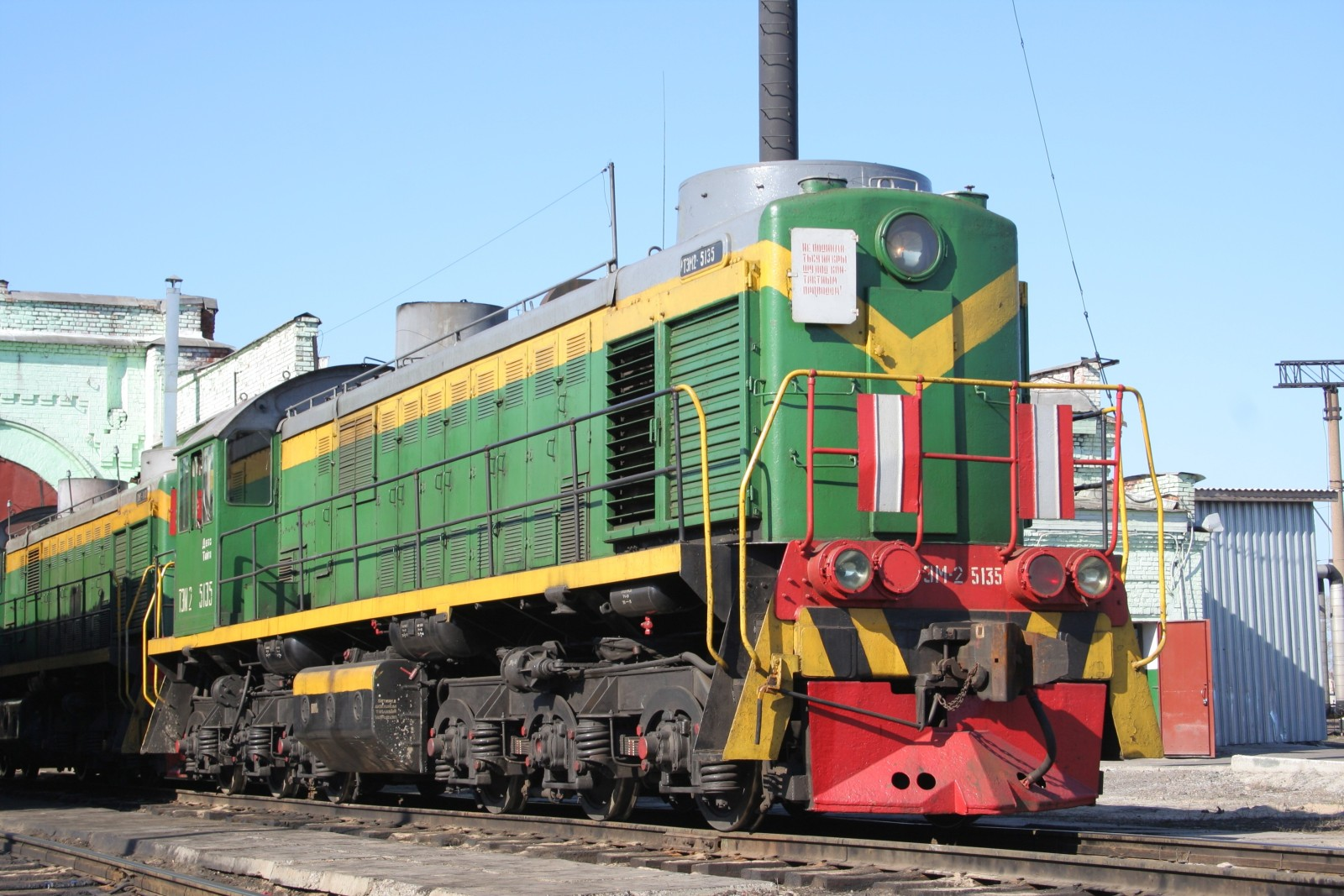
ТЕМ2-5135
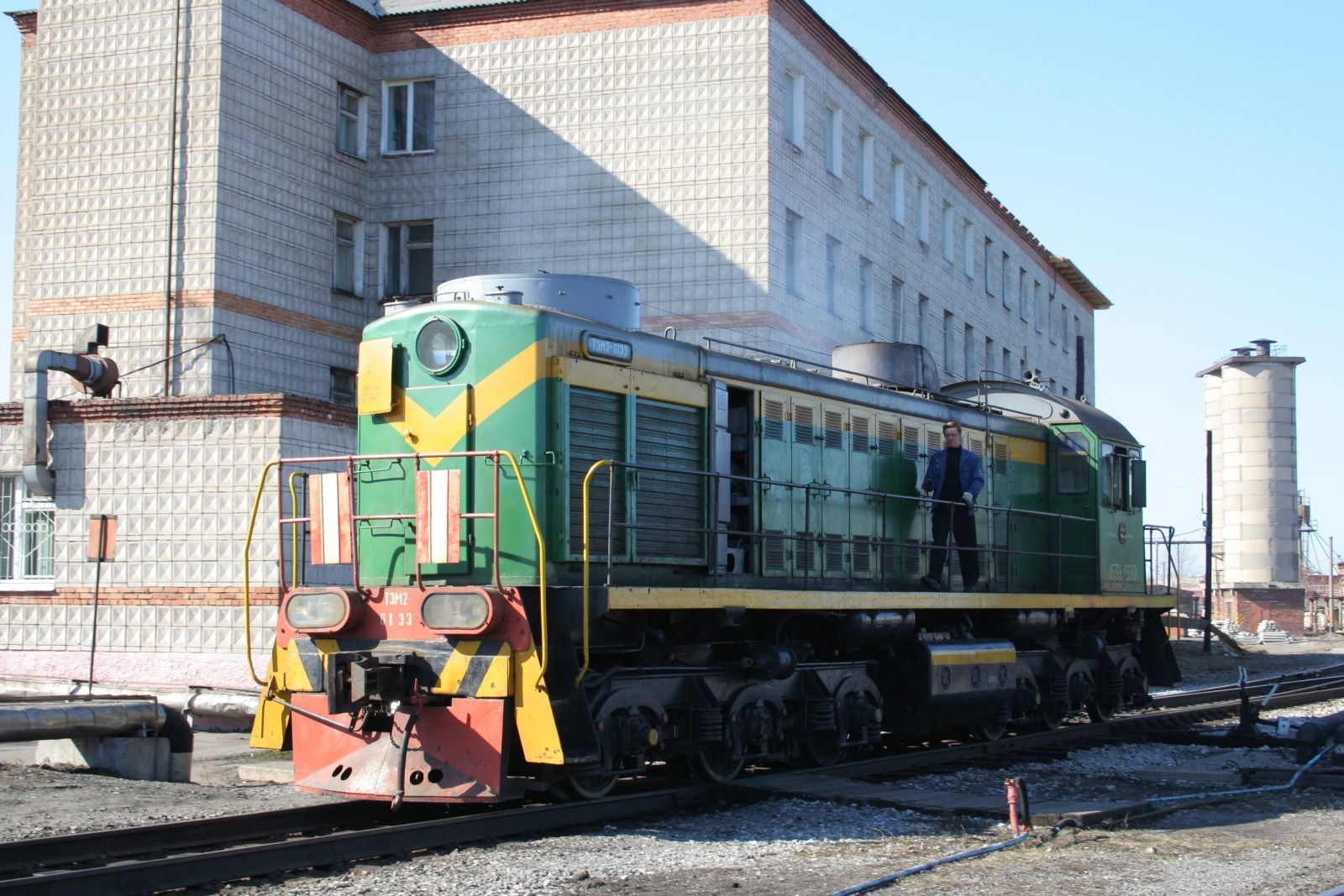
ТЕМ2-6133
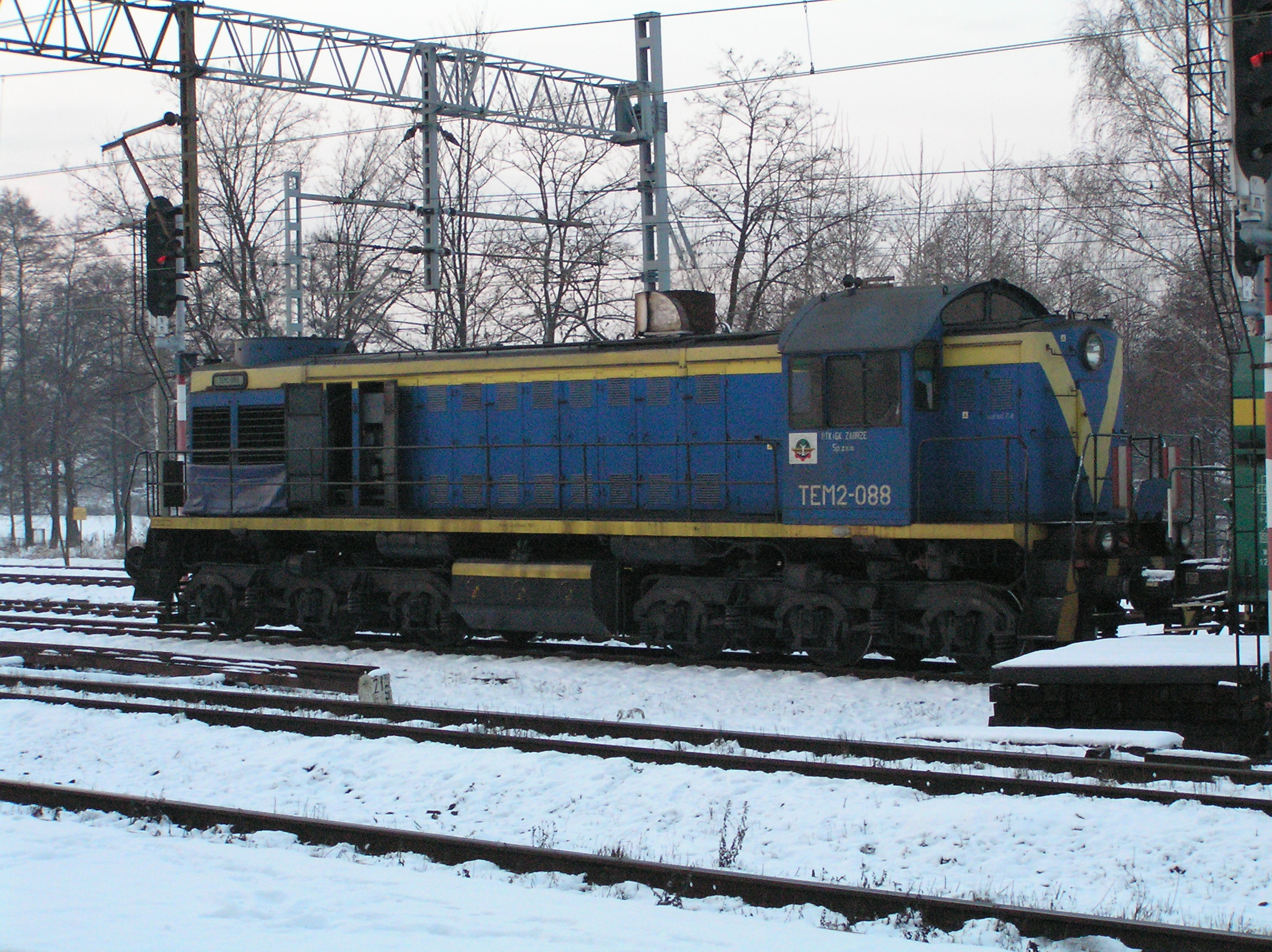
ТЕМ2-088
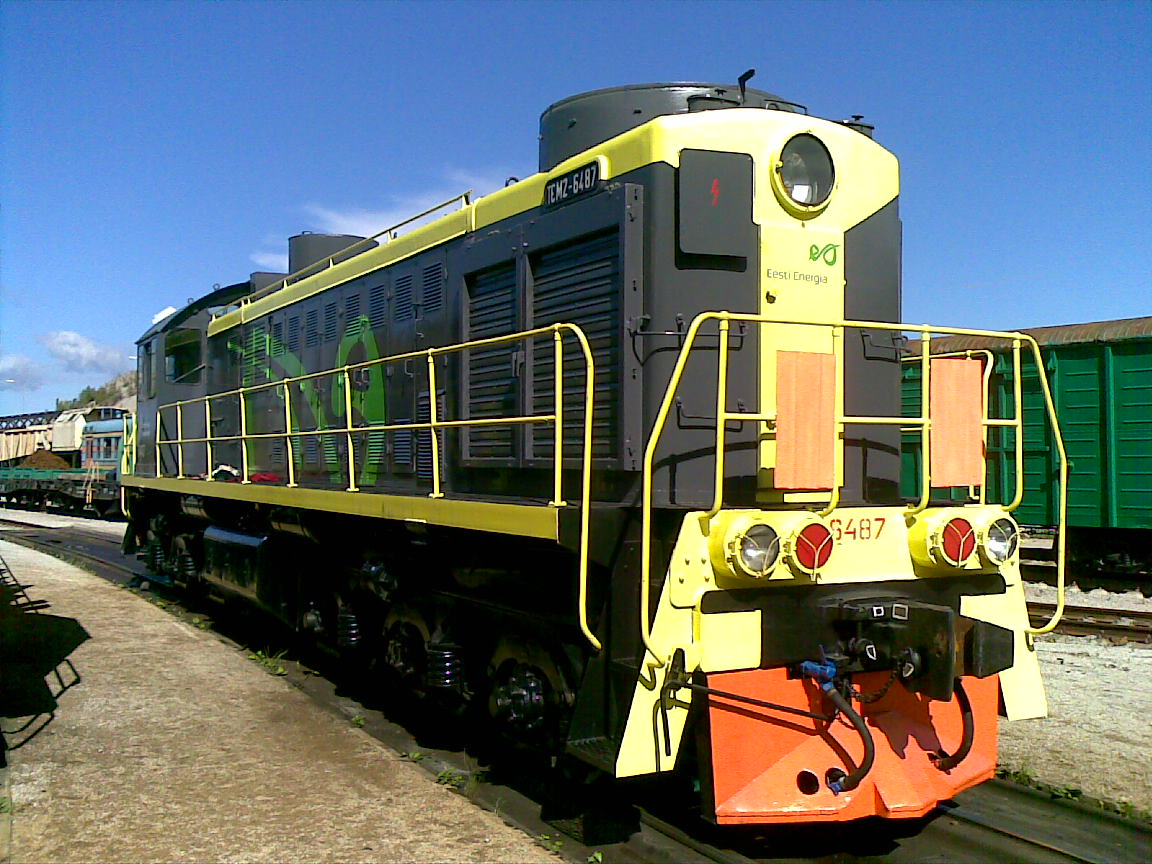
ТЕМ2-6487
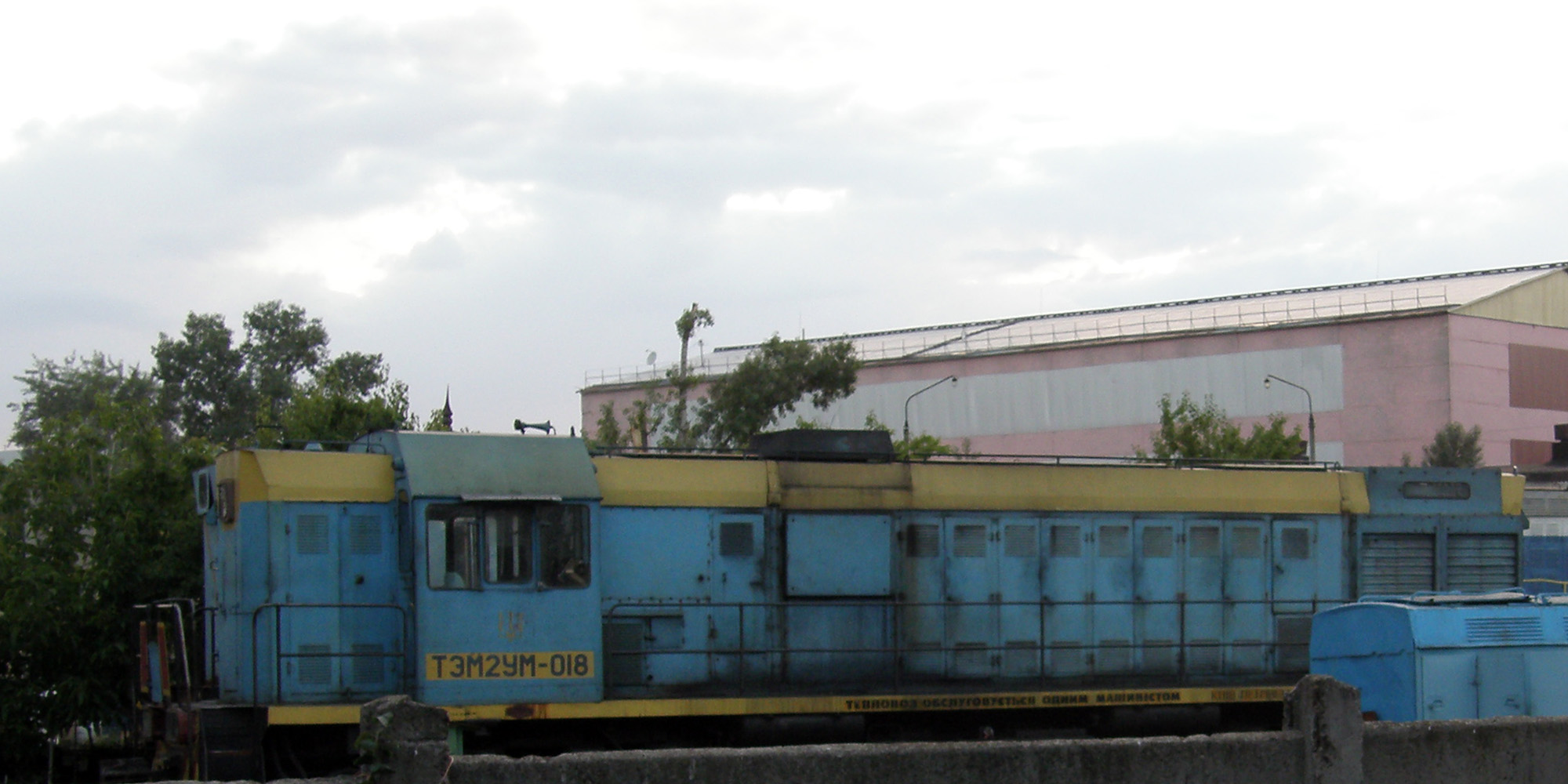
ТЕМ2УМ-018